# Diego Costa (Fußballspieler, 1999)
Diego Henrique Costa Barbosa, kurz Diego Costa (* 21. Juli 1999 in Campo Grande), ist ein brasilianischer Fußballspieler.

## Karriere
Costa begann seine Karriere beim FC São Paulo. Im September 2019 stand er erstmals im Profikader von São Paulo. Im Dezember 2019 gab er gegen CS Alagoano sein Debüt in der Série A. Dies blieb in der Saison 2019 sein einziger Einsatz. In der Saison 2020 war er dann fester Bestandteil des Profikaders, insgesamt kam er zu 18 Einsätzen im brasilianischen Oberhaus. In der Saison 2021 absolvierte er zwölf Spiele, in der Saison 2022 kam er 21 Mal zum Zug. In dem Jahr konnte er mit seinem Klub das Finale der Copa Sudamericana 2022 erreichen, musste sich hier aber Independiente del Valle mit 0:2 geschlagen geben. In der Saison 2023 absolvierte er 23 Spiele in der Série A. Im September des Jahres bezwang er mit São Paulo den CR Flamengo in den Finalspielen des Copa do Brasil 2023 mit 1:0 und 1:1. Als Copa-do-Brasil-Sieger stand sein Klub am 4. Februar 2024 im Wettstreit um die Supercopa do Brasil 2024 gegen den Meister der Série A 2023 den SE Palmeiras. Das Treffen konnte São Paulo im Elfmeterschießen mit 4:2 für sich entscheiden.
Nach weiteren 14 Erstligaeinsätzen in der Saison 2024 wechselte Costa im Juli 2024 nach Russland zum FK Krasnodar.

## Erfolge
São Paulo
- Staatsmeisterschaft von São Paulo: 2021
- Copa do Brasil: 2023
- Supercopa do Brasil: 2024